# Laudomia Forteguerri
Laudomia Forteguerri (ur. 1515, zm. po 1555) – poetka włoska. Pochodziła ze Sieny. Była córką Alessandra di Nicodemo i jego drugiej żony, Virginii di Giulio Pecci. Miała starszego, przyrodniego brata Nicodema. Mając niespełna dwadzieścia lat, poślubiła Giulia di Alessandro Colombini. Urodziła trójkę dzieci, córkę Olimpię (1535), córkę Antonię (1537) i syna Alessandra (1539). W czasie konfliktu Sieny z Florencją poetka odznaczyła się wysiłkami na rzecz wzmocnienia miejskich fortyfikacji. Z dorobku poetyckiego Laudomii Forteguerri pozostało sześć sonetów, które wyrażają miłość do kobiet.